# Peter Pasetti
Peter Viktor Rolf Pasetti (* 8. Juli 1916 in München; † 23. Mai 1996 in Dießen am Ammersee) war ein deutscher Theater- und Fernsehschauspieler sowie Synchron- und Hörspielsprecher.

## Leben
Pasetti war der Sohn des Bühnenbildners Leo Pasetti und der späteren Opernsängerin Elisabeth Ohms. Sein Großvater Anacleto Pasetti war der Hoffotograf der russischen Zaren. In den Jahren 1934 bis 1936 nahm Pasetti Schauspielunterricht bei Magda Lena in München und erhielt zudem eine musikalische Ausbildung in Gesang, Cello und Klavier bei Rudolf Hindemith und Hermann Bischler. Seine Bühnenkarriere begann 1936 an der Bayerischen Landesbühne. Anschließend war er in den Spielzeiten 1937/38 in Ingolstadt und 1938/39 in Kiel tätig. 1939 wurde er vom Staatsschauspiel München engagiert, wo er bis zu seiner Einberufung zur Wehrmacht spielte.
Seinen ersten Film drehte er bereits 1940 (Das Fräulein von Barnhelm). Eine weitere Rolle in Venus vor Gericht folgte, dann unterbrach der Zweite Weltkrieg seine Filmkarriere. Erstmals wirkte er wieder 1948 unter der Regie von Heinz Rühmann in Die kupferne Hochzeit neben Hertha Feiler und Hans Nielsen mit. Es folgten u. a. Der Herr vom andern Stern (1948) oder Du bist nicht allein (1949). In den 1950er Jahren agierte Pasetti u. a. 1953 als Lt. Dacano neben Hans Albers in Jonny rettet Nebrador und 1957 als Dr. Busch neben Gertrud Kückelmann in dem DEFA-Film Spielbank-Affäre.
In den 1970ern sah man ihn als „Santarin“ in der Simmel-Verfilmung Und Jimmy ging zum Regenbogen (1971), als „Graf von Commarin“ in Die Affäre Lerouge (1976) oder 1977 als „Gaspardi“ in Das chinesische Wunder.
Ab den 1960er und 1970er Jahren widmete sich Pasetti neben seiner Arbeit beim Theater vermehrt dem Fernsehen. Er wirkte in unzähligen Fernsehserien wie Am grünen Strand der Spree (1960) mit Bum Krüger, Werner Lieven, Malte Jaeger, Günter Pfitzmann und Elisabeth Müller sowie Krimiserien wie Der Kommissar, Der Alte, Derrick oder Das Kriminalmuseum mit. Er war aber auch beispielsweise in Stücken wie Jacobowsky und der Oberst (1967) nach Franz Werfel oder Schönes Weekend, Mr. Bennett (1980) zu sehen. Zuletzt agierte er 1991 als Heilpraktiker in dem Fernsehspiel Der Knick – Die Geschichte einer Wunderheilung.
Daneben synchronisierte Pasetti unter anderem Humphrey Bogart in Wir sind keine Engel, Gary Cooper in Wem die Stunde schlägt, Orson Welles in Die Lady von Shanghai, Joseph Cotten in Citizen Kane oder auch John Wayne in Piraten im karibischen Meer.
Zudem war Pasetti an zahlreichen Hörspielproduktionen wie der Sherlock-Holmes-Reihe des BR in der Titelrolle, unter der Regie von Heinz-Günter Stamm oder Die drei ??? beteiligt, in der er dem Erzähler Alfred Hitchcock seine Stimme lieh. Seine Auslegung des „Skeletor“ in der Hörspielserie Masters of the Universe (alle 37 Folgen mit Ausnahme von Folgen 4 und 5) erlangte Kultstatus. Auch der Rezitation fühlte sich Pasetti verpflichtet. So rezitierte er beispielsweise in den 1970er Jahren Erich Kästner zu moderner Jazz-Musik.
Er war dreimal verheiratet: 1950 bis 1958 mit Eva Maria Pasetti (geb. Patzak; 1930–?), in zweiter Ehe einige Jahre mit der Tänzerin und Sängerin Margot Werner, in dritter Ehe ab 1968 mit der Kinderbuchautorin und Übersetzerin Marianne Pasetti (geb. Swoboda; 1927–2013).
Peter Pasetti starb 1996 nur wenige Wochen vor seinem 80. Geburtstag an Krebs und wurde in München auf dem Nordfriedhof beigesetzt (Grab Nr. 114-1-36).

## Filmografie (Auswahl)
- 1940: Das Fräulein von Barnhelm
- 1941: Venus vor Gericht
- 1948: Der Herr vom andern Stern
- 1948: Die kupferne Hochzeit
- 1949: Du bist nicht allein
- 1950: 0 Uhr 15 Zimmer 9
- 1951: Sensation in San Remo
- 1952: Heimweh nach Dir
- 1953: Geh mach Dein Fensterl auf
- 1953: Jonny rettet Nebrador
- 1953: Eine Nacht in Venedig (Komm in die Gondel)
- 1954: Der rote Prinz
- 1954: Verliebte Leute
- 1954: Dein Mund verspricht mir Liebe
- 1954: Drei vom Varieté
- 1954: Clivia
- 1954: Mädchen mit Zukunft
- 1955: Der Frontgockel
- 1957: Spielbank-Affäre
- 1959: Es ist soweit (Durbridge-Verfilmung)
- 1960: Am grünen Strand der Spree (Fernseh-Mehrteiler)
- 1961: Unerwartet verschied... (Fernsehfilm)
- 1963: Die volle Wahrheit (Fernsehfilm)
- 1963: Die Probe oder Die bestrafte Liebe (Fernsehfilm)
- 1963: Der Hexer (Fernsehfilm)
- 1964: Die Zeit der Schuldlosen
- 1964: Ein Mann ist soeben erschossen worden (Fernsehfilm)
- 1964: Das Kriminalmuseum – Der Schlüssel (Fernsehserie)
- 1966: Leben wie die Fürsten (Fernsehfilm)
- 1966: Spätere Heirat erwünscht (Fernsehfilm)
- 1966: Jakobowsky und der Oberst (Fernsehfilm)
- 1967: Das Kriminalmuseum – Teerosen (Fernsehserie)
- 1968: Das Kriminalmuseum – Der Scheck (Fernsehserie)
- 1969: Palace-Hotel (Fernsehfilm)
- 1970: Trauer muss Elektra tragen (Fernsehfilm)
- 1970: Besuch gegen zehn (Fernsehfilm)
- 1970: Die Marquise von B. (Fernseh-Zweiteiler)
- 1970: La Pacifista
- 1971: Der Kommissar – Der Tote von Zimmer 17 (Fernsehserie)
- 1971: Napoleon und Joghurt (Fernsehfilm)
- 1971: Und Jimmy ging zum Regenbogen
- 1972: Alexander Zwo (Fernseh-Mehrteiler)
- 1974: Der Kommissar – Der Segelbootmord (Fernsehserie)
- 1974: Der kleine Doktor – Das Arsenschloss (Fernsehserie)
- 1974: Motiv Liebe – Alte Liebe (Fernsehserie)
- 1975: Derrick – Paddenberg (Fernsehserie)
- 1975: Die Dubarry (Fernsehfilm)
- 1976: Die Affäre Lerouge (Fernseh-Zweiteiler)
- 1977: Das chinesische Wunder
- 1977: Der Alte – Folge 2: Jack Braun
- 1977: Tatort: Finderlohn (Fernsehserie)
- 1978: Derrick – Kaffee mit Beate (Fernsehserie)
- 1980: Der Alte – Folge 44: Der Detektiv (Fernsehserie)
- 1982: Derrick – Der Mann aus Kiel (Fernsehserie)
- 1982: Zwei Tote im Sender und Don Carlos im PoGl (Fernsehfilm)
- 1982: Die Krimistunde (Fernsehserie, Folge 1, Episode: „Besser als Mord“)
- 1983: Smaragd
- 1984: Der Alte – Folge 83: Der Unbekannte im Spiel (Fernsehserie)
- 1984: Die Rückkehr der Zeitmaschine (Fernsehfilm)
- 1985: Die Geschichte vom guten alten Herrn und dem schönen Mädchen (Fernsehfilm)
- 1985: Die Krimistunde (Fernsehserie, Folge 15, Episode: „Hüte und Schachteln“)
- 1985: Die Schwarzwaldklinik (Fernsehserie)
- 1986: Abschiedsvorstellung (Fernsehfilm)
- 1986: Teufels Großmutter (Fernsehserie)
- 1987: Das Traumschiff – Brasilien (Fernsehserie)
- 1988: Schwarz Rot Gold – Schwarzer Kaffee (Fernsehserie)
- 1990: Derrick – Solo für vier (Fernsehserie)
- 1991: Der Alte – Folge 166: Lange Schatten (Fernsehserie)
- 1992: Derrick – Ein seltsamer Ehrenmann (Fernsehserie)

## Hörspiele (Auswahl)
- 1960: Katjuscha (nach dem Roman Auferstehung von Lew Tolstoi) (Fürst Dimitri Iwanowitsch Nechljudow) – Regie: Heinz-Günter Stamm (Hörspielbearbeitung – SDR)
- 1963: Bernd Grashoff: Memoiren eines Butlers (Lord Benmore) – Regie: Heinz-Günter Stamm (BR)
- 1963: Silberstrahl (nach Arthur Conan Doyle) (Sherlock Holmes) – Regie: Heinz-Günter Stamm
- 1966: Der Hund von Baskerville (nach Arthur Conan Doyle) (Sherlock Holmes) – Regie: Heinz-Günter Stamm
- 1968: Das letzte Problem (nach Arthur Conan Doyle) (Sherlock Holmes) – Regie: Heinz-Günter Stamm
- 1968: Das leere Haus (nach Arthur Conan Doyle) (Sherlock Holmes) – Regie: Heinz-Günter Stamm
- 1969: Erni Friedmann: Tropfenweise (Valentin) – Regie: Ferry Bauer (Hörspiel – ORF Oberösterreich)
- 1974: Der letzte Ausweg[4]
- 1981: James Follett: Operation Oboe – Regie: Heinz-Dieter Köhler WDR
- 1982: Anne Habeck-Adameck: Ein Augenblick ist mein gewesen (Anton Tschechow) – Regie: Ferry Bauer (Originalhörspiel – ORF Oberösterreich)
- 1984: Jean Cocteau: Halbgötter (Florent) – Regie: Ferry Bauer (Hörspiel – ORF Oberösterreich)
- 1984: Gisbert Haefs: Das Triumvirat (Pfarrer Bargmann) – Regie: Heinz Dieter Köhler (Original-Hörspiel – WDR)
- 1985: Gisbert Haefs: Das Triumvirat denkt (Pfarrer Bargmann) – Regie: Heinz Dieter Köhler (Originalhörspiel – WDR)
- Die drei ??? (Hörspiel) (Studio Europa, Quickborn bei Hamburg, heute BMG) – „Erzähler“ bzw. Alfred Hitchcock in Folge 1–64
- Masters of the Universe „Skeletor“ in Folge 1–37, außer Folge 4 und 5.
- Airwolf (Studio Europa): „Tru“ in Folge 19 „Zahl oder stirb“
- Asterix (Studio Europa): „Eleonoradus“ in Folge 13 „Asterix und der Kupferkessel“ und Lügfix in „Der Seher“
- Sherlock Holmes & Dr. Watson – Die größten Fälle, als Radiospiel vom Bayerischen Rundfunk
- Sherlock Holmes (Studio Europa, Quickborn bei Hamburg, heute BMG – 1983)

## Auszeichnungen
- 1976: Schwabinger Kunstpreis[5]
- 1986: Filmband in Gold